# Glenn Schiller
Glenn Jan Schiller (født 28. marts 1960) er en svensk tidligere fodboldspiller (midtbane). Han repræsenterede henholdsvis IFK Göteborg og Djurgården. Han er bror til en anden svensk fodboldspiller, Dennis Schiller.
I 1982 var Schiller en del af det IFK Göteborg-hold, der vandt UEFA Cuppen. Han spillede begge finalekampene mod tyske Hamburger SV.
I 2019 blev Schiller dømt til tre års fængsel for voldtægt.

## Titler
Allsvenskan
- 1982, 1983 og 1984 med IFK Göteborg

Svenska Cupen
- 1979, 1982 og 1983 med IFK Göteborg

UEFA Cup
- 1982 med IFK Göteborg